# 新政治经济学
新政治经济学（New Political Economy)是对较早的研究经济学方法的一种复兴。虽然这归类于我们所感兴趣的政治是如何影响经济的课题，但是对于新政治经济学的定义仍然侧重于如何研究这些课题的方法，更明确的说，大致可以被定义为利用现代经济分析的形式的和技术的工具来考察政治对于经济的重要性。
新政治经济学有时候被简称为“政治经济学”。但是要注意的是，这里的政治经济学与马克思主义的政治经济学是有很大程度上的区别的。

## 參看
- 政治经济学